# 安田國繼
安田國繼（1556年—1597年7月16日）是日本戰國時代至安土桃山時代武將。幼名岩福。明智光秀旗下齋藤利三的家臣。美濃國安田村出身。明智三羽烏之一。以安田作兵衛知名。

## 經歷
弘治2年（1556年）誕生於美濃國安田村。起初仕於明智光秀的重臣齋藤利三，在本能寺之變時擔任進軍京都的先鋒，以槍攻撃織田信長，但卻刺進前來阻止他的森蘭丸的下腹部，於是立下戰功。後在山崎之戰中敗走而成為浪人，改名天野源右衛門。 
曾經先後成為羽柴秀勝、羽柴秀長和蒲生氏鄉家臣，不過不久後再次成為浪人，後來蘭丸的兄長森長可欣賞他的勇武而納他為家臣。在小牧長久手之戰中沒有與長可同行，森長可戰死後出奔並再次成為浪人。後來仕於立花宗茂，在九州征伐中屬於立花軍，於文祿慶長之役中向朝鮮出陣並立下戰功，成為豐臣家和立花家之間的使者。還有執筆『立花朝鮮記』。最後仕於親戚寺澤廣高，並依照年輕時的約定，以寺澤廣高俸祿的十分之一領有8千石。晩年改姓平野。
在慶長2年（1597年）死去。享年42歲。死因是臉頰有不明的突出物，因為痛苦萬分而自殺。巧合的是，他死時正好與織田信長的死忌同日。墓所在佐賀唐津市的淨泰寺，法名是善要智仙人禪定門。
在『翁草』中，年輕時的國繼和寺澤廣高約定，無論是誰能夠立身出世，都要向對方提供十分之一的俸祿。